# 양승호 (뮤지컬 배우)
양승호(1985년 ~)는 대한민국의 뮤지컬 배우다. 2007년 뮤지컬 '올슉업'으로 데뷔했다.

## 방송
- 두근두근 방방 (2018)
- 불타는 트롯맨 (2022) - Top100

## 공연
- 올슉업 (2007)
- 나쁜 녀석들 (2008)
- 그남자 그여자 (2008)
- 식구를 찾아서 (2012)
- 화랑 (2013)
- 레베카 (2013)
- 담배가게 아가씨 (2014)
- 별의 비밀 - 청소부가 된 어린왕자 (2015)
- 루나틱 (2016)
- 다가진 여자 (2017)
- 사랑은 비를 타고 (2017, 2019)
- 비커밍 맘 (2017)
- 택시 안에서 (2018)